# Laguna de los Jarales
La laguna de los Jarales es una pequeña laguna española localizada en la provincia de Córdoba, en el término municipal de Lucena, entre las localidades de Jauja y Benamejí, pudiendo accederse por la carretera A3228 de Benamejí a Lucena. La laguna de los Jarales está protegida desde el año 1984 en virtud de la ley 11/1984, que declaró las Zonas Húmedas del sur de Córdoba como Reservas Integrales. En 1989 este humedal, junto con otras lagunas del sur de Córdoba (Zóñar, Amarga, Rincón, Tíscar, y Salobral), fueron reclasificadas como Reservas Naturales e incluidas en el Inventario de Espacios Naturales Protegidos de Andalucía (Ley 2/1989). La Zona de Reserva Natural, que incluye la lámina de agua en su nivel máximo habitual y una banda perimetral de 50 metros de anchura alrededor de la laguna, posee una superficie de 5 ha. En torno a esta, la Zona Periférica de Protección es una banda concéntrica de 500 metros de anchura y 122 hectáreas de superficie, donde se encuentran incluidas las lagunas del Remendado y de Molina Ramírez.
El 27 de enero de 2006 la  «laguna de los Jarales» fue declarada sitio Ramsar (n.º ref. 1680, con una superficie protegida conjunta de 147 ha).

## Origen y geología
En los alrededores de la laguna de los Jarales afloran materiales impermeables como arcillas, margas y evaporitas pertenecientes a la parte frontal de la Cordillera Bética y también margas blancas y calcarenitas del relleno de la cuenca del Guadalquivir. La cuenca vertiente de la laguna se encuentra situada a una altitud comprendida entre 406 metros en la cubeta lacustre y más de 460 metros en la cima de los cerros. Esta zona endorreica es consecuencia de los procesos kársticos y erosivos que actuaron sobre esta zona impermeable de la Cordillera.

## El agua de los Jarales
La laguna de los Jarales es una laguna temporal. Las aguas son bastante salobres, variando  en función de las reservas hídricas de la laguna: la salinidad aumenta paulatinamente a medida que la laguna se deseca, hasta alcanzar valores superiores a 15 g/L. Esta salinidad la conforman además del sodio, contenidos apreciables de sales de calcio  y magnesio. La laguna de los Jarales recibe sus aportes hídricos de la precipitación directa sobre el vaso lacustre, de la escorrentía que se produce en su cuenca vertiente y de recargas de otros humedales cercanos: Lagunas del Taraje, Remendado, Albina, Curado, Molina Ramírez, etc.

## Interés para la conservación y regulación

Planificación de la RN Laguna de los Jarales.

Al igual que el resto de Zonas Húmedas del Sur de Córdoba la laguna de los Jarales se integra en la Zona de Especial Protección para las Aves (ZEPA)  denominada “Lagunas del Sur de Córdoba” junto con otras como  Amarga, Salobral, Rincón, Tíscar y Zóñar. La laguna se localiza bajo la ruta migratoria que siguen muchas aves  entre el continente africano y el noreste de Europa. La laguna de los Jarales se encuentra incluida desde 2006 en la Lista de Humedales Ramsar de Importancia  Internacional. Asimismo desde 2012 es Zona Especial de Conservación (ZEC). Las Zonas Húmedas del Sur de Córdoba cuentan con un Plan de Ordenación de los Recursos Naturales (Decreto 52/2011) que vela por la conservación, compatibilizando el resto de usos y actividades tradicionales de la zona. En este Plan quedan reguladas las actividades que se pueden realizar en la zona estando prohibida la pesca, el baño y determinadas actividades agrícolas precisan ser autorizadas. Las Zonas Húmedas del Sur de Córdoba cuentan con un órgano de representación llamado Patronato, que cuenta con la presencia de Ayuntamientos, grupos y asociaciones relacionados con el medio ambiente, propietarios de terrenos, investigadores y representantes de la Universidad de Córdoba.

## Vegetación
La vegetación natural asociada a los ecosistemas húmedos se encuentra representada por formaciones de tarajes dispuestos en una línea perimétrica a la laguna. También existen formaciones de carrizos y algunos juncales. En época de llenado de la laguna existe gran desarrollo de plantas hidrófilas al encontrarse toda lasuperficie de la laguna con actividad fotosintética por su profundidad reducida. La presión antrópica también se refleja en un fuerte desarrollo agrícola, existiendo monocultivos de olivar que ocupan completamente las
laderas vertientes.

## Fauna
Podemos encontrar en la laguna de los Jarales la presencia, entre otras aves,de ánade azulón (Anas platyrhynchos), ánade friso (Anas strepera), porrón europeo (Aythya ferina), zampullin cuellinegro (Podiceps nigricollis), focha común (Fulica atra), pato cuchara (Anas clypeata) y zampullín común (Tachybaptus ruficollis). En cuanto a  los mamíferos existen las especies autóctonas propias de la región mediterránea  como conejos, liebres, ratones de campo, zorros, etc, además de los invertebrados y reptiles típicos de estos hábitats. Debido a que la laguna se seca completamente en los años con escasas precipitaciones no existen peces.